# Приски (когномен)
Приски (лат. Prisci) — ветвь римского рода Сервилиев.

## Сервилии Приски
- Публий Сервилий Приск Структ — отец консула 495 года до н. э.
- Публий Сервилий Приск Структ — консул в 495 году до н. э.
- Квинт Сервилий Приск Структ — начальник конницы в 494 году до н. э.
- Спурий Сервилий Приск Структ — консул в 476 году до н. э.
- Квинт Сервилий Приск Структ — консул в 468 и 466 годах до н. э.
- Публий Сервилий Приск — консул в 463 году до н. э.
- Квинт Сервилий Приск Структ Фиденат — диктатор в 435 и 418 годах до н. э.
- Квинт Сервилий Приск Фиденат — военный трибун с консульской властью в 402, 398, 395, 390, 388 и 386 годах до н. э.
- Квинт Сервилий Приск Фиденат — военный трибун с консульской властью в 382, 378 и 369 годах до н. э.
- Спурий Сервилий Приск — цензор в 378 году до н. э.